# Hervoedingssyndroom
Bij het hervoedingssyndroom krijgt iemand symptomen vanwege verstoringen van bloedwaarden na het weer starten van voeding na een langere periode van geen of weinig inname van voeding. Hierdoor kunnen ernstige complicaties ontstaan zoals hartfalen, coma en de persoon kan zelfs overlijden. 

## Mechanisme
Als iemand langere tijd niet of weinig eet dan is het katabole systeem actief. Het katabole systeem zorgt dat er energie wordt vrijgemaakt uit het lichaam. In deze situatie zijn de opgeslagen koolhydraten in de vorm van glycogeen al opgebruikt. Er komen daarnaast geen nieuwe koolhydraten binnen via de voeding. Daarom breekt het lichaam vet af tot ketonlichamen om de cellen van energie te voorzien. Indien iemand in die toestand weer of meer gaat eten, dan wisselt het lichaam van energiesysteem naar anabolisme, gaat het weer opbouwen en gaat weer koolhydraten gebruiken. 
Door de inname van koolhydraten komt het hormoon insuline vrij. Insuline zorgt ervoor dat glucose vanuit het bloed door de celmembraan naar de cellen wordt getransporteerd. Tegelijkertijd gaan ook de elektrolyten fosfaat, kalium en magnesium de cel in. Deze drie stoffen zijn nodig om de cel op te bouwen. Fosfaat is bijvoorbeeld in de cel nodig voor de productie van adenosinetrifosfaat en kalium om voldoende vocht naar de cel te trekken. Hierdoor kan er een tekort ontstaan in het bloed van deze drie stoffen. 
Na een periode van weinig of niets eten komt daarnaast een tekort van het vitamine thiamine veel voor. Deze vitamine kan voor enkele weken opgeslagen worden in het lichaam en heeft een belangrijke rol in de stofwisseling van koolhydraten.
Naast bovenstaande mechanismen kunnen onder invloed van insuline de nieren ook vocht en natrium gaan vasthouden.

## Gevolgen
Door een tekort aan fosfaat in het bloed kan het zenuwstelsel niet meer goed functioneren of kan er hartfalen optreden. Door magnesiumtekort kunnen er hartritmestoornissen optreden of kunnen de spieren niet goed aangestuurd worden door het zenuwstelsel. Als het lichaam onvoldoende reageert op insuline, kan er als reactie hierop extra insuline in de bloedbaan afgegeven worden. De nieren reageren hierop door extra vocht en natrium vast te houden. Dit kan tot hartfalen of vochtophoping leiden. Daarnaast kunnen de volgende complicaties optreden: convulsies, delier, lage bloeddruk en nierfalen.

## Risicofactoren

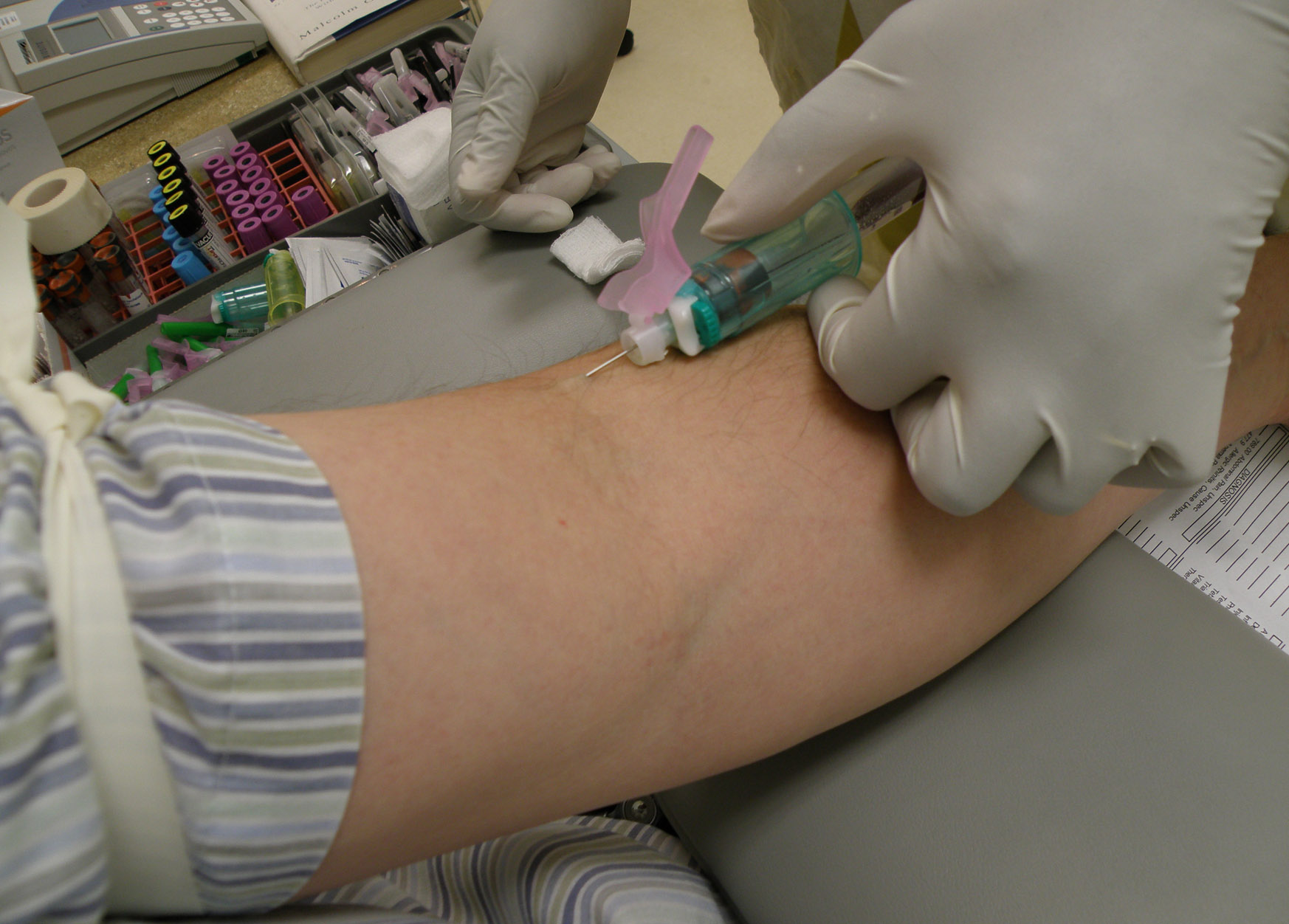
Dagelijkse bloedafname ter controle van de elektrolytenwaardes.

De risicofactoren voor het optreden van dit syndroom zijn: abnormaal laag BMI, ongepland gewichtsverlies in laatste maanden, een aantal dagen weinig of geen voedselinname, lage waarden van kalium, fosfor en/of magnesium in het bloed bij start hervoeden. Dit gaat vaak samen met een langere periode van niet of onvoldoende eten, alcoholmisbruik, drugsgebruik, ketoacidose, anorexia nervosa, COPD en langdurig gebruik van plaspillen of maagzuurremmers.

## Behandeling
Het weer opstarten van voeding moet langzaam worden gedaan, waarbij de hoeveelheid voeding en in het bijzonder de koolhydraten over enkele dagen dagelijks toeneemt. Voor aanvang van het opstarten van de voeding wordt extra vitamine B1 via een voedingssupplement gegeven. Daarnaast wordt dagelijks bloed geprikt en de waarden van kalium, magnesium, fosfaat en glucose gecontroleerd. Ook wordt de bloeddruk in de gaten gehouden. Aan de hand hiervan kan de voedingsinname worden aangepast of kunnen extra elektrolyten worden gegeven. De begeleiding van het weer starten met voeden vindt vaak plaats onder begeleiding van een diëtist.